# Dimorphorchis graciliscapa
Dimorphorchis graciliscapa là một loài thực vật có hoa trong họ Lan. Loài này được (A.L.Lamb & Shim) P.J.Cribb mô tả khoa học đầu tiên năm 2008.